# Jean Watson
Jean Watson es una enfermera estadounidense que se convirtió en una destacada teórica contemporánea en el ámbito de su profesión.
Nació en Virginia Occidental.
Inició su carrera en la Escuela de Enfermería Lewis Gale finalizando sus estudios de pregrado en 1961. Obtuvo luego un Bachelor of Science en Enfermería (1964) en el Campus de Boulder, una maestría en Salud Mental y Psiquiatría (1967) en el Campus de Ciencias de la Salud y un doctorado en Psicología Educativa y Asistencial (1963) en la Graduate School del Campus de Boulder.
Fundó el Center for Human Caring en Colorado y fue Fellow de la American Academy of Nursing.
En 2007 creó una entidad sin fines de lucro, el Watson Caring Science Institute, parte del International Caritas Consortium.
Obtuvo ocho doctorados honoris causa de universidades de Suecia, Gran Bretaña, España y Canadá, entre otras y recibió numerosos premios. Fue autora o coautora de 14 libros de su especialidad.
En su “Teoría del Cuidado Humano”, sostiene que “ante el riesgo de deshumanización en el cuidado del paciente, a causa de la gran reestructuración administrativa de la mayoría de los sistemas de cuidado de salud en el mundo, se hace necesario el rescate del aspecto humano, espiritual y transpersonal, en la práctica clínica, administrativa, educativa y de investigación por parte de los profesionales de enfermería”.